# Jekatierina Selezniowa
Jekatierina Siergiejewna Selezniowa (ros. Екатери́на Серге́евна Селезнёва; ur. 18 maja 1995 r. w Puszkinie) – rosyjska gimnastyczka artystyczna, dwukrotna mistrzyni świata, pięciokrotna złota medalistka uniwersjady, wielokrotna mistrzyni Rosji.

## Kariera
Na uniwersjadzie w 2017 roku w Tajpej zdobyła złoty medal w układzie z piłką. Srebrne medale zdobyła w układach z obręczą i wstążką oraz w wieloboju indywidualnym. Brązowym medalem zakończyła rywalizację w układzie z maczugami.
Dwa lata później podczas uniwersjady w Neapolu ponownie zdobyła złoto w układzie z piłką. Do tego wygrała zawody w układach z obręczą i wstążką oraz w wieloboju indywidualnym. Brązowy medal ponownie zdobyła w układzie z maczugami.
We wrześniu tego samego roku została mistrzynią świata podczas swoich pierwszych mistrzostw świata w Baku w układzie z piłką. Do tego wygrała rywalizację drużynową razem z siostrami Diną i Ariną Awieriną. Zdobyła również brązowy medal w układzie ze wstążką.